# Jalle de Blanquefort
A Jalle de Blanquefort folyó Dél-Franciaország területén, a Garonne bal oldali mellékfolyója.

## Földrajzi adatok
Gironde megyében ered a Médoc félszigeten, és Bordeaux-nál torkollik a Garonne-ba. Átlagos vízhozama 3 m³ másodpercenként, hossza 31,8 km.

## Megyék és városok a folyó mentén
- Gironde: Saint-Jean-d’Illac, Le Taillan-Médoc, Le Haillan, Eysines, Blanquefort,  Bruges, Bordeaux